# 吳震亞
吳震亞（1976年6月14日—），台灣演員、導演。在2010年因執導公視電視劇《我們這一班》入圍第45屆金鐘獎最佳青少年節目獎，陸續開始拍攝電視劇、電影。2015年榮獲文化部電影長片輔導金，執導電影《人生按個讚》，2018年又參與賀歲電影《角頭2：王者再起》演出，飾演胖達一角，深受觀眾喜愛。
此外，吳震亞也在2018年金穗獎影展上，參與了由李鼎導演執導，真人真事改編作品《憨嘉》的演出，在《憨嘉》中與在《角頭2：王者再起》裡面所結識的好兄弟鄭人碩共同演出監獄生活真實面貌，但與《角頭2：王者再起》截然不同的是，在《憨嘉》中吳震亞已然不是盡心盡力效忠大哥鄭人碩的小弟，反而搖身成為凌虐監獄菜鳥鄭人碩的霸道老鳥，該片在影展上獲得好評，在2018年在台灣電影院上映。

## 個人經歷
吳震亞曾榮獲台灣散打和柔術冠軍，經入影視圈後從基層學起，經歷製作助理、武術指導、攝影師、副導演及演員等職位磨練後，對導演工作充滿熱情與嚮往。對影像構圖、演員表演、美術場景等，相當用心與要求，在每一個鏡頭中完美呈現他的影像呈現，更希望可以帶給觀眾更精緻、更好看、更有創造力的戲劇。吳震亞導演拍攝的公視『我的這一班』入圍2010年金鐘獎最佳青少年節目。2015年執導台灣賀歲電影《人生按個讚》也拿到該年度文化部電影長片輔導金。

## 影視作品

### 導演
| 首播   | 電視台       | 劇名           | 獎項                           |
| 2010年 | 公視         | 我們這一班     | 入圍2010年金鐘獎最佳青少年節目 |
| 2010年 | 電影短片     | 夜咖啡         | 金馬電影學院電影短片           |
| 2010年 | 偶像劇       | 綠色之愛       | 新竹縣觀光局偶像劇             |
| 2014年 | 公視         | 人生劇展-湊陣  | 入圍2014年金鐘獎最佳燈光       |
| 2014年 | 廣告         | 風雲           | 遊戲電視廣告                   |
| 2014年 | 中國大陸電影 | 寶貝，對不起   | 台灣部分                       |
| 2016年 | 賀歲片       | 人生按個讚     | 2015年獲長片輔導金             |
| 2017年 | 電影         | 京城81號2      | 副導演                         |
| 2017年 | 網大         | 廢才英雄聯盟   |                                |
| 2017年 | 網大         | 艋舺之江湖再現 |                                |
| 2018年 | 電影         | Bra太子        |                                |
| 2018年 | 網大         | 艋舺3          |                                |
| 2019年 | 電影         | 奧斯卡流浪記   |                                |

### 電視演員
| 首播   | 劇名                    | 角色         |
| 1998年 | 台灣作家劇場 - 瞎子阿木 | 阿全         |
| 2006年 | 微笑PASTA               | 雷龍         |
| 2007年 | 熱情仲夏                | 劍道三兄弟   |
| 2007年 | 18禁不禁                | 周友力       |
| 2008年 | 愛上野豬妹              | 大師兄       |
| 2008年 | 幸福捕手                | 蛋頭         |
| 2008年 | 菸田少年                | 羅胖         |
| 2009年 | 喂！水開了沒            | 泡麵超人     |
| 2009年 | 終極三國                | 田豐         |
| 2010年 | 倪亞達                  | 王大偉       |
| 2012年 | 給愛麗絲的奇蹟          | 居理仁       |
| 2012年 | 幸福最晴天              | 巴虎         |
| 2013年 | 媽媽那天來看我          | 二兒子       |
| 2014年 | 請登入線實              | 老伯等你弄   |
| 2015年 | 風林火山                | 霸山         |
| 2015年 | 戀戀木瓜香              | 震亞         |
| 2018年 | 拍賣世界的角落          | 大頭         |
| 2019年 | 天堂的微笑              | 陳守寬       |
| 2020年 | 我的婆婆怎麼那麼可愛    | 小薯         |
| 2020年 | 戒指流浪記              | 水哥小弟A    |
| 2023年 | 最佳利益3－最終利益     | 周長銘       |
| 2023年 | 搜尋者                  | 里長Q        |
| 2023年 | 地獄里長                | 趙志達       |
| 2024年 | 某某                    | 啞巴叔       |
| 2025年 | 角頭影集                | 郭智達(胖達) |

### 電影演員
| 首播   | 劇名                   | 角色         |
| 2002年 | 愛情靈藥               | 斷胖         |
| 2003年 | 空手道少女組           | 殺手         |
| 2004年 | 戀愛大贏家             | 大哥         |
| 2007年 | 搖滾戰士               | 歌手         |
| 2008年 | 渺渺                   | 5號          |
| 2009年 | 刺陵                   | 米店大哥     |
| 2011年 | 翻滾吧！阿信           | 老大         |
| 2018年 | 角頭2：王者再起        | 郭智達(胖達) |
| 2018年 | 憨嘉                   | 亡命好友     |
| 2019年 | 江湖無難事             | 龍哥小弟     |
| 2021年 | 角頭—浪流連            | 郭智達(胖達) |
| 2023年 | 我的婆婆怎麼把OO搞丟了 | 黑道         |
| 2023年 | 山中森林               | 阿吉         |
| 2024年 | 角頭—大橋頭            | 郭智達(胖達) |
| 2025年 | 叫我驅魔男神           |              |
| 2025年 | 角頭—鬥陣欸            | 郭智達(胖達) |